# 勝浦 (小惑星)
勝浦（かつうら、12469 Katsuura）は、小惑星帯の小惑星である。佐藤直人が1997年に埼玉県の秩父市で発見した。
宇宙航空研究開発機構 (JAXA) の勝浦宇宙通信所が千葉県の勝浦市にあることに因んで命名された。